# SN 1997ey
SN 1997ey – supernowa typu Ia odkryta 29 grudnia 1997 roku w galaktyce A045658-0237. W momencie odkrycia miała maksymalną jasność 22,90m.